# Rövidcsőrű lile
A rövidcsőrű lile (Charadrius melodus) madarak osztályának, a lilealakúak (Charadriiformes) rendjébe, ezen belül a lilefélék (Charadriidae) családjába  tartozó faj.

## Rendszerezése
A fajt George Ord amerikai ornitológus írta le 1824-ben.

## Alfajai
- Charadrius melodus circumcinctus (Ridgway, 1874)
- Charadrius melodus melodus Ord, 1824

## Előfordulása
Kanada és az Amerikai Egyesült Államok területén fészkel, telelni délre vonul, eljut Dél-Amerika északi részéig. Természetes élőhelyei a tengerpartok, sós és édesvizű tavak, folyók és patakok környéke. Hosszútávú vonuló.

## Megjelenése
Testhossza 18 centiméter, testtömege 43–64 gramm.
|  |  |

## Életmódja
Vízi és szárazföldi gerinctelen állatokkal táplálkozik.

## Szaporodása
|  |  |  |

## Természetvédelmi helyzete
Az elterjedési területe rendkívül nagy, egyedszáma 8000 alatti, viszont növekszik. A Természetvédelmi Világszövetség Vörös listáján mérsékelten fenyegetett fajként szerepel.